# Асте (Верхние Пиренеи)
Асте́ (фр. Asté, окс. Astèr) — коммуна во Франции, находится в регионе Юг — Пиренеи. Департамент — Верхние Пиренеи. Входит в состав кантона Кампан. Округ коммуны — Баньер-де-Бигор.
Код INSEE коммуны — 65042.

## География
Коммуна расположена приблизительно в 670 км к югу от Парижа, в 125 км юго-западнее Тулузы, в 23 км к югу от Тарба.
По территории коммуны протекает река Адур.

## Климат
Климат умеренно-океанический с солнечной тёплой погодой и обильными осадками на протяжении практически всего года.

## Население
Население коммуны на 2010 год составляло 535 человек.
| 1962 | 1968 | 1975 | 1982 | 1990 | 1999 | 2010 |
| ---- | ---- | ---- | ---- | ---- | ---- | ---- |
| 604  | 563  | 513  | 504  | 456  | 484  | 535  |

## Администрация
| Период | Период | Фамилия      | Партия | Примечания |
| ------ | ------ | ------------ | ------ | ---------- |
| 2001   | 2008   | Жан Галье    |        |            |
| 2008   | 2020   | Тьерри Брока |        |            |

## Экономика
В 2010 году среди 331 человека трудоспособного возраста (15-64 лет) 241 были экономически активными, 90 — неактивными (показатель активности — 72,8 %, в 1999 году было 72,2 %). Из 241 активных жителей работали 213 человек (112 мужчин и 101 женщина), безработных было 28 (12 мужчин и 16 женщин). Среди 90 неактивных 20 человек были учениками или студентами, 45 — пенсионерами, 25 были неактивными по другим причинам.

## Достопримечательности
- Церковь Нотр-Дам (XVI век). Исторический памятник с 1989 года[4]

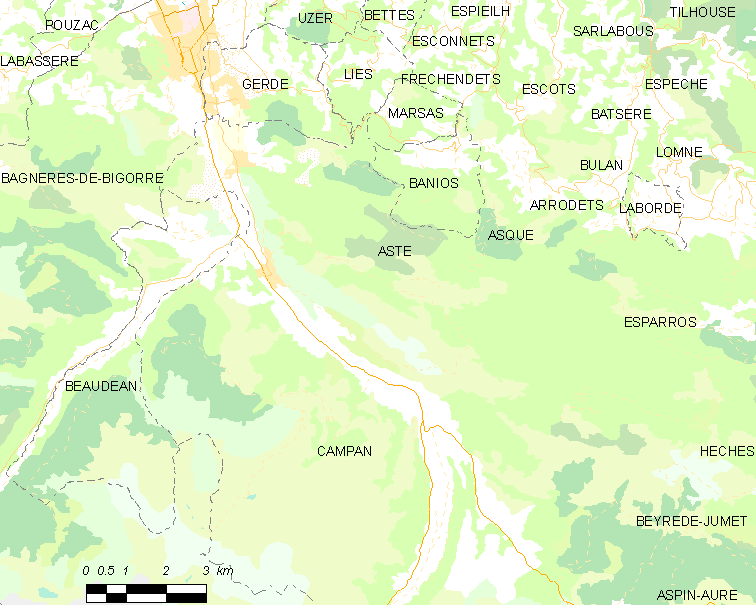
Карта коммуны

- Пещера Меду[фр.][5]